# Dan Șova
Dan Șova (Bukarest, 1973. április 9. –) román szociáldemokrata politikus, közlekedési miniszter (2014).

## Élete
1995-ben diplomázott a Bukaresti Egyetemen Jogi Karán, majd 2001-ben a történelmi karon másoddiplomázott. 2005-ben jogi doktorátust szerzett. A 2008-as parlamenti választásokon, mint Olt megye szenátora bekerült a parlamentbe. Tisztségét 2012-ig megtartotta
2012 elején holokauszttagadással vádolták meg, mikor egy televíziós műsorban kijelentette, hogy az 1941-es romániai jászvásári pogromért kizárólag a német hadsereg tehető felelőssé, és Romániában a zsidóknak soha nem kellett szenvedniük. Victor Ponta kormányfő leváltotta a – márciusban kinevezett – PSD szóvivői tisztségéből, majd később – miután elismerte tévedését – bevette kormányába.
2012 augusztusától 2014 júniusáig mindhárom Ponta-kormányban viselt miniszteri tárcát. Először a parlamenti kapcsolatokért felelős, majd a közberuházási projektekért felelős tárca nélküli miniszteri tisztséget töltötte be. 2014 márciusában nevezték ki a közlekedési minisztérium élére, melyről néhány hónap elteltével lemondott, azért hogy az év végi elnökválasztási kampányra tudjon összpontosítani.
2014 augusztusában a Nemzeti Korrupcióellenes Ügyészség (DNA) korrupciós ügyekkel vádolta meg és nyomozást indított ellene. A román legfelsőbb bíróság 2017 szeptemberében első fokon – befolyással való üzérkedés miatt – három év börtönbüntetésre ítélte.